# Barrio Aeropuerto (Santiago del Estero)
El Barrio Aeropuerto debe su nombre se debe a que en este sector está el aeropuerto dependiente de la Dirección Provincial de Aviación Civil. 
Sus límites son: Avda. del Libertador; calle 18 (Barrio Coronel Borges); avenida de la Madre de Ciudades; calle Los Chañares y Costa del Río Dulce.
Su superficie es de 168 ha y la población según el censo del 2001 es de 3404 habitantes.